# علم جمهورية تتارستان
أعتمد علم جمهورية تتارستان (بالروسية: Флаг Татарста́на)(بالتتارية: Татарстан байрагы)‏ في 29 تشرين الثاني - نوفمبر من سنة 1991. العلم التترستاني مقسم بصورة أفقية بين اللونين الأخضر في القسم العلوي من العلم والأحمر في القسم السفلي من العلم ويفصل بين اللونين شريط رفيع باللون الأبيض.

## معنى الوان العلم
- الأخضر: يرمز إلى فصل الربيع والطبيعة والنهضة كذلك.[1]
- الأبيض: يرمز إلى النقاء.
- الأحمر: يرمز إلى النضج، الطاقة، القوة والحياة.

وفق تفسير أخر للعلم التتري يرمز الأخضر إلى الدين الإسلامي وإلى الشعب التتري بينما يرمز اللون الأحمر إلى الأقلية الروسية التي تعيش في الجمهورية ويرمز اللون الأبيض إلى السلام بين التتر والروس.

## الأعلام التاريخية

علم القبيلة الذهبية (القرن الرابع عشر)
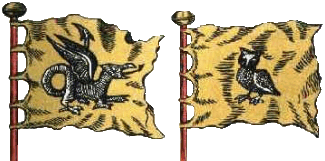
علم خانية قازان
ولاية إيديل الأورال (1918)
جمهورية التتار الاشتراكية السوفيتية المتمتعة بالحكم الذاتي (1926-1937)
جمهورية التتار الاشتراكية السوفيتية المتمتعة بالحكم الذاتي (1937-1939)
جمهورية التتار الاشتراكية السوفيتية المتمتعة بالحكم الذاتي (1939-1954)
جمهورية التتار الاشتراكية السوفيتية المتمتعة بالحكم الذاتي (1954-1978)
جمهورية التتار الاشتراكية السوفيتية المتمتعة بالحكم الذاتي (1978-1991)

## أعلام مقترحة

علم مقترح من قبل لجنة خاصة في عام 1991